# Cátion

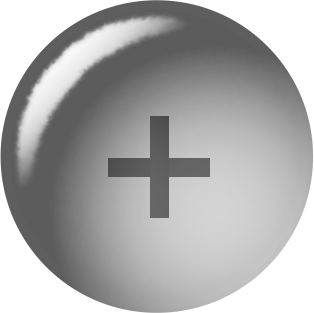
Íon cátion de Sódio (Na)

O cátion (português brasileiro) ou catião (português europeu) é um íon com carga positiva. É qualquer espécie monoatômica ou poliatômica cuja carga seja igual ou um múltiplo da carga do proton. É formado pela perda de elétrons  da camada de valência de um átomo (ionização). Nesta categoria enquadram-se os metais, os elementos alcalinos e os elementos alcalino terrosos, entre outros.
Um dos catiões mais comuns é o cátion sódio; este forma compostos iónicos (sais) quando combinado com ânions (íons de carga negativa).
Um tensoativo catiônico é um agente tensoativo, como um surfactante que possui um ou mais grupos funcionais que ionizados em solução aquosa produz íons orgânicos que possuam carga elétrica positiva (cátions), um grupo hidrofílico carregado positivamente ligado à cadeia graxa hidrofóbica, e sejam responsáveis pela modificação da tensão superficial. Um exemplo são os quaternários de amônio, como o cloreto de cetiltrimetilamônio e os cloretos de dialquildimetilamônio.
Um polímero catiônico é aquele que devido à alta densidade de suas cargas positivas em sua cadeia, atrai e se liga à moléculas de predominantes cargas negativas.
Um corante catiônico é aquele cuja estrutura que produz a cor, a estrutura cromófora comporta-se como um cátion.